# Joe’s Bridge

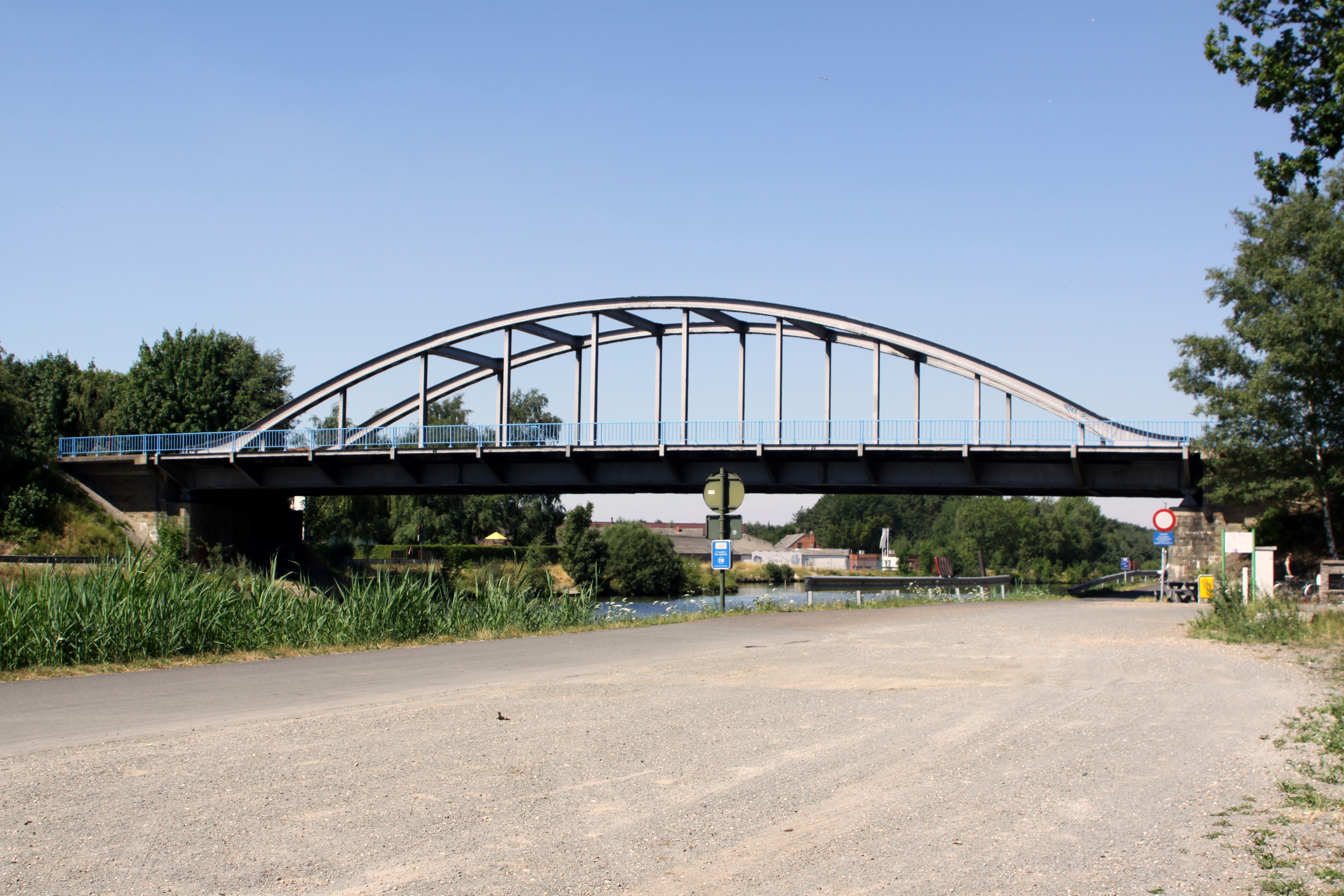
Joe’s Bridge vom Kanal aus gesehen

Joe’s Bridge (englisch) heißt die Brücke mit der Nummer 9 am Maas-Schelde-Kanal in der belgischen Stadt Lommel. Die Brücke bekam den Namen von britischen Truppen im September 1944. Joe’s Bridge wurde eine Woche später das Sprungbrett für die Bodenoffensive der Operation Market Garden der alliierten Streitkräfte.

## Name
Die Brücke im Ortsteil Barrier von Lommel wurde am 10. September 1944 von den Irish Guards unter Befehl von Oberstleutnant Vandeleur in einer Blitzaktion erobert, während die deutschen Besatzer zwölf Kilometer südlich in der Schlacht um Hechtel noch einige Tage hart gegen die Welsh Guards kämpften. Die Irish Guards hatten Hechtel links liegen lassen und waren in einer nordöstlich umgehenden Bewegung über die Ortschaften Eksel, Overpelt und Neerpelt an den Maas-Schelde Kanal gelangt. Vom Gelände der Zinkfabrik in Overpelt gelang es den Briten, die verminte Brücke unzerstört in die Hände zu bekommen. Die Eroberung der Brücke kesselte die deutschen Kampftruppen in Hechtel teilweise ein und erschwerte deren Abzug. Während einiger Tage versuchten deutsche Einheiten, die Brücke zurückzuerobern, dabei kam es auch zu Kämpfen mit Bajonett. Die Irish Guards gaben der Brücke den Namen Joe’s Bridge, nach ihrem Anführer John Ormsby Evelyn Vandeleur. Im drei Kilometer weiter entfernten Zentrum von Lommel stellten SS-Truppen mittlerweile 40 zufällig ausgewählte Bürger als lebendigen Schild auf die Straße, das Maschinengewehr im Anschlag. Schnelles Eingreifen der britischen Befreier aus dem östlichen Ortsteil Barrier konnte ein Blutbad verhindern. Die deutschen Besatzungstruppen sollten die Nordseite des Maas-Schelde Kanals noch bis zum 17. September besetzt halten, bis auf den Brückenkopf Joe’s Bridge.

## Operation Market Garden
Joe’s Bridge wurde am 17. September vom britischen Feldmarschall Bernard Montgomery als Sprungbrett für die Bodenoffensive der Operation Market Garden benutzt, da der Weg über die Brücke ins 15 km entfernte, niederländische Valkenswaard und weiter nach Eindhoven führt.